# هامور أطلسي عملاق
الهامور الأطلسي العملاق (باللاتينية: Epinephelus itajara) وهي سمكة بحرية كبيرة تنتمي للقشريات، وتتواجد بالدرجة الأولى في المياه الاستوائية الضحلة بين المرجان والشعب الاصطناعية بأعماق تتراوح بين 5 إلى 50 متر. ويشمل نطاقها جزر فلوريدا كيز المرجانية في الولايات المتحدة، وجزر الباهامس، ومعظم السواحل الكاريبية والسواحل البرازيلية. وفي بعض الحالات تغطي سواحل ولايات نيو إنجلاند وماساتشوستس. وفي شرق المحيط الأطلسي، تستوطن الكونغو إلى السنغال.

## الوصف

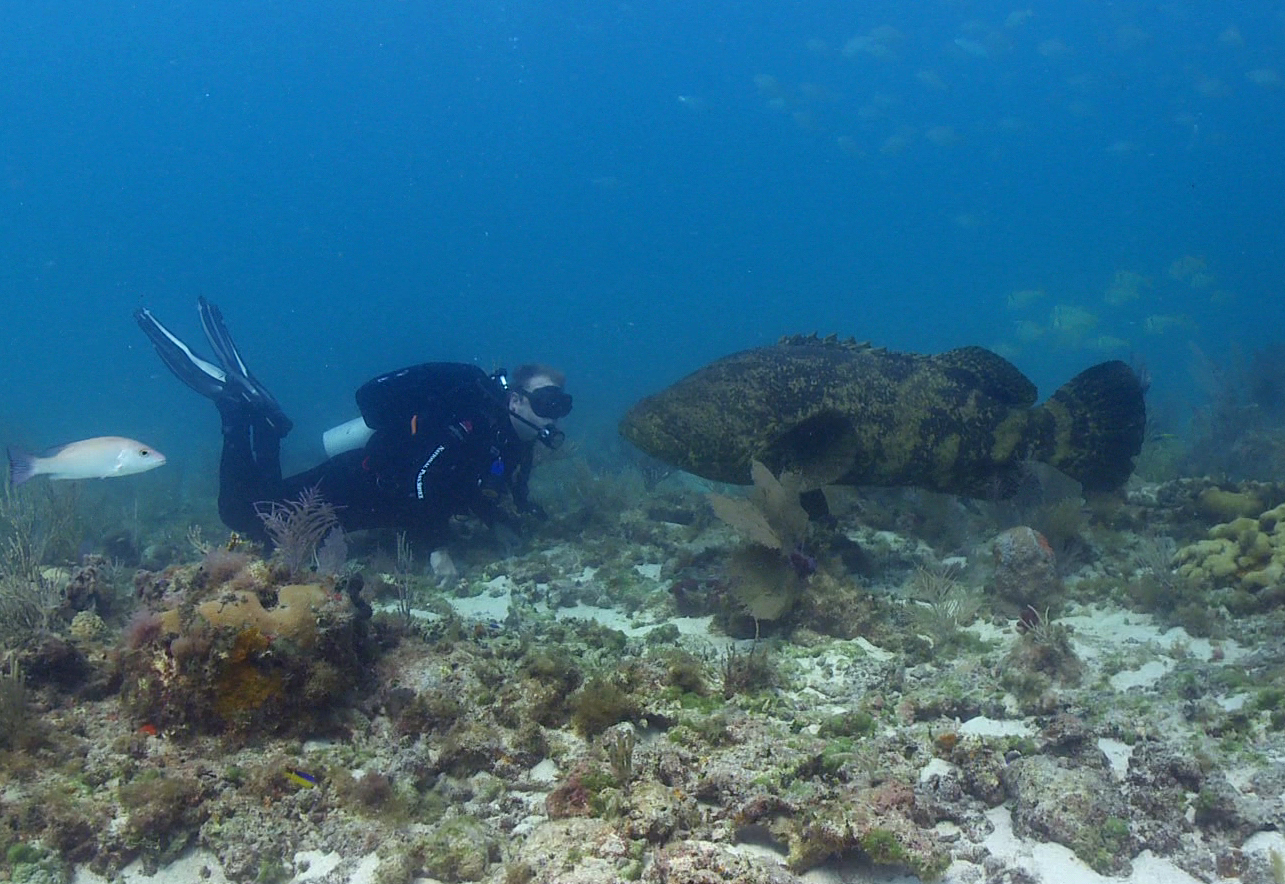
الهامور الأطلسي العملاق

قد تعيش صغار الهامور الأطلسي العملاق في أخضم مصبات الأنهار، ومرابي المحار، والقنوات، ومستنقعات أشجار القرم، ويعتبر تصرف غير معتاد بين الهوامير.
قد يصل طولها إلى أحجام كبيرة للغاية، حيث تنمو بأطوال قد تصل حتى 2.5 متر، ويمكن أن يبلغ وزنها حتى 360 كيلوغرام، وزنها يكون حوالي 180 كيلوغرام حين البلوغ. وتعتبر هذه السمكة ذات جودة فاخرة، لهذا يسعى الصيادون وراءها، وتعتبر فريسة سهلة الاصطياد نسبياً، بسبب طبيعة السمكة لحب الإستطلاع وعدم خوفها بشكل عام. وتتجه الأسماك للبيض في تجمعات كبيرة، حيث ترجع في كل عام لنفس المكان. هذا يجعلها عرضة بشكل خاص للصيد الجماعي بينما هي تضع بيضها.
وكانت أعدادها تنخفض بشكل سريع قبل أن يتم وضع حظر صيد على هذا النوع. وتعتبر السمكة محمية كلياً من الصيد وتم الإقرار بأنها في حالة تهديد انقراض حرج من قبل الاتحاد الدولي لحفظ الطبيعة. بدأت الولايات المتحدة الحماية في عام 1990م، وفي الكاريبي في 1993. ومنذ الحظر بدأت أعدادها تزداد، ولكن بما أن نمو السمكة بطئ فإنها تحتاج بعض الوقت للعودة لأعدادها الطبيعية كما كانت.
يتغذى الهامور الأطلسي العملاق على القشريات، وعلى أسماك أخرى، من بينها الأخطبوطات، والسلاحف البحرية، و أسماك القرش، و العقاقيم.